# Румынское общество радиовещания
Румынское общество радиовещания (Societatea Română de Radiodifuziune) - государственная организация Румынии, осуществляющая радиовещание с 17 июня 1994 года.

## Радиовещательная деятельность организации
Организация ведёт:
- с 1994 года вещание по 1-й радиопрограмме в Румынии (Radio România Actualități), звучащей во всех населённых пунктах Румынии на средних[2] и ультракоротких волнах в том числе по системам DAB, DVB-T, DVB-S, DVB-C, IPTV;
- с 1994 года вещание по 2-й радиопрограмме в Румынии (Radio România Cultural), звучащей во всех населённых пунктах Румынии на ультракоротких волнах в том числе по системам DAB, DVB-T, DVB-S, DVB-C, IPTV;
- с 1994 года вещание по 3-й радиопрограмме в Румынии (Radio România Tineret), звучащей в Бухаресте на ультракоротких волнах по системам DAB, DVB-T, DVB-S, DVB-C, IPTV;
- с 24 марта 1997 года радиовещание по 4-й радиопрограмме в Румынии (Radio România Muzical)
- с 1 марта 2006 года вещание по программе Radio Antena Satelor — музыкальной, принимаемой во всех регионах Румынии на длинных и средних (603, 630, 1314 кГц) волнах.
- (Северо-восточный регион)
  - с 1994 года радиовещание по ясской региональной радиопрограмме Radio Iași, звучащей на средних (частота 1053 кГц) и ультракоротких волнах;
- (Центральный регион)
  - с 1994 года радиовещание по таргу-мурешской региональной радиопрограмме Radio Târgu Mureș, звучащей на средних (1197 кГц) и ультракоротких волнах;
  - вещание по венгерско-язычной региональной радиопрограмме Marosvásárhelyi Rádió Románia, звучащей на средних (на 1197 СВ) и ультракоротких волнах;
  - вещание по немецко-язычной региональной радиопрограмме Radio Neumarkt;
  - вещание по брашовской румыноязычной региональной радиопрограмме Antena Brașovului, звучащей на средних (частота 1197 кГц) и ультракоротких волнах;
- (Северо-западный регион)
  - с 1994 года вещание по клужской региональной радиопрограмме Radio Cluj, звучавшей на средних (909 кГц) и ультракоротких волнах;
- (Западный регион)
  - с 1994 года вещание по тимишоарской региональной радиопрограмме Radio Timișoara, звучавшей на средних (частота 630 кГц) и ультракоротких волнах;
  - вещание по местной радиопрограмме Arad FM, состоящей из собственных передач и передач программы Radio Timișoara, звучащей на ультракоротких волнах;
  - вещание по местной радиопрограмме Radio Reșița;
- (Юго-восточный регион)
  - вещание по констанцской региональной радиопрограмме Radio Constanța, звучащей на средних (909 кГц) и ультракоротких волнах;
  - вещание по местной радиопрограмме Radio Vacanța;
- (Южный регион и Бухарестский регион)
  - вещание по бухарестской региональной радиопрограмме Bucureşti FM, звучащей на ультракоротких волнах;
- (Юго-западный регион)
  - с 1994 года вещание по крайовской региональной радиопрограмме Radio Craiova, звучащей на средних (603 и 1314 кГц) и ультракоротких волнах;
- с 1 декабря 2011 год вещание по молдавской радиопрограмме Radio Chișinău, принимаемой в Молдове на ультракоротких волнах.
- радиопередачи на заграницу под позывным Radio România Internațional[англ.] на румынском (с 2001 года[3] образуют круглосуточную радиопрограмму RRI 1), арабском, китайском, английском (в направлении Великобритании, Южной Африки, Канады, США, Австралии и Новой Зеландии), французском (в направлении Франции, Западной Африки и Канады), немецком, итальянском, испанском (в направлении Испании и Латинской Америки), сербском, русском и украинском), принимаемые на коротких волнах в том числе и по системе DRM (на английском, французском, немецком, русском, итальянском, испанском и китайском языках[4]), а также через спутниковое телевидение и Интернет.

## Деятельность организации в Интернете
Организация в Интернете ведёт:
- Сайт www.srr.ro на румынском и прочих языках и сайты радиостанций
- Страницы отдельных радиостанций в Youtube
- Страница Radio România и страницы радиостанций в facebook
- Страницы радиостанций в twitter
- 12 сайтов Radio România Internațional на 12 языках
- 9 страниц Radio România Internațional в facebook на 9 языках (кроме английского, арумынского и китайского)
- 1 страница Radio România Internațional в twitter на румынском языке

## Управление и финансирование
Управление
Высший орган SRR — Административный совет SRR (Consiliul de administraţie al SRR), назначаемый парламентом, исполнительный орган SRR - Руководящий комитет SRR (Comitetului Director al SRR), высшее должностное лицо SRR — Председатель с полномочиями генерального директора (Preşedinte Director General al SRR), назначается Парламентом. Надзор за соблюдением законов о СМИ в TVR, SRR и в коммерческих вещателях осуществляет Национальный совет аудивизуала (Consiliul Naţional al Audiovizualului), избираемый Парламентом.
Финансирование
Финансируется за счёт налога на телевидение (Taxa TV), рекламы и дотаций правительства.
Производственные единицы
- Национальный оркестр Радио Румынии (Orchestra Națională Radio)
- Хор Радио Румынии (Corul academic Radio)
- Национальный радиовещательный театр (Teatrul Național Radiofonic)

Международное членство
Состоит в EBU.
Штаб-квартира
Вещает из Бухарестского радиодома (на улице Темишаны), местные передачи ведутся из Ясского, Крайовского, Тимишоарского, Клужского, Тыргу-Мурещского радиодомов (действуют со времён Национального совета Румынского радио и телевидения), Брашовской, Арадской, Констанцской, Решицской радиостудий.